# Steve Flesch
Stephen "Steve" Flesch (* 23. Mai 1967 in Cincinnati, Ohio) ist ein linkshändiger US-amerikanischer Profigolfer der PGA TOUR und seit 2017 der PGA Tour Champions.
Er besucht die University of Kentucky und wird 1990 Berufsgolfer. Flesch wendet sich zunächst der Asian Tour zu und platziert sich dort in den Jahren 1993, 1994 und 1996 unter den Top 10 der Jahreswertung.
1997 siegt er bei der Nike Tour Championship und sichert sich damit die Startberechtigung für die PGA TOUR. Der erste Turniersieg gelingt Flesch 2003 bei der HP Classic of New Orleans und im Jahr darauf folgt ein weiterer Erfolg beim traditionsreichen Bank of America Colonial Tournament, nach spektakulärer Aufholjagd. Im Jahr 2007 gewinnt er zwei Turniere.
Bei Majors kann Steve Flesch bislang auf vier Top-10-Ergebnisse verweisen (US Open 2004, PGA Championship 2005 und 2008, sowie beim Masters 2008 und 2009).

## PGA TOUR Turniersiege
- 2003 HP Classic of New Orleans
- 2004 Bank of America Colonial
- 2007 Reno-Tahoe Open, Turning Stone Resort Championship

## PGA Tour Champions Siege
- 2018 Mitsubishi Electric Classic

## Andere Turniersiege
- 1991 Kentucky Open
- 1993 Kentucky Open
- 1996 Benson & Hedges Malaysian Open (Asian Tour)
- 1997 Nike Tour Championship (Nike Tour)